# 建增八
建增八（人馬座ρ2）是在黃道星座人馬座的一顆恆星，它的視星等為+5.87等，接近肉眼可以看到的恆星下限。根據從地球觀測得到9.82mas的年週視差 ，它距離太陽約330光年。
這是一顆恆星分類為K0III，為演化的K型巨星。根據1997年的月掩星觀測，在21mas的角距離處發現了一顆伴星。它似乎是一顆A型主序星，類型約為A5。這顆伴星在之前的月掩星中沒有被發現。